# Sbt
sbt是一种项目管理及自动构建工具，类似于Apache Maven和Apache Ant。